# Raul Águas
Raul Águas (Lobito, Portugees-West-Afrika, 12 januari 1949) is een Portugese voetbalspeler. Hij maakte in 1968 zijn debuut voor SL Benfica. In 1984 stopte hij met voetballen. Daarna stapte hij het trainersvak in.

## Carrière
Águas begon zijn carrière met een mislukt avontuur bij SL Benfica. Na drie jaar ging hij naar de Académica Coimbra. Hij eindigde zijn carrière in 1984 op 35-jarige leeftijd, na gespeeld te hebben voor UFCI Tomar, KV Mechelen en Lierse SK, Oliveira do Bairro SC, Portimonense SC en GD Chaves.
In de loop van acht seizoenen speelde Águas 111 wedstrijden in de Portugese hoogste divisie, waarin hij 37 keer scoorde.